# Sjuartjärnarna
Sjuartjärnarna är varandra näraliggande sjöar i Härjedalens kommun i Härjedalen och ingår i Ljusnans huvudavrinningsområde.
- Sjuartjärnarna (Svegs socken, Härjedalen, 688854-143016), sjö i Härjedalens kommun, 62°06′12″N 14°28′03″Ö / 62.1033°N 14.4676°Ö
- Sjuartjärnarna (Svegs socken, Härjedalen, 688954-143051), sjö i Härjedalens kommun, 62°06′45″N 14°28′26″Ö / 62.1124°N 14.4739°Ö